# Dendrobium okinawense
Dendrobium okinawense är en orkidéart som beskrevs av Sumihiko Hatusima och Ida. Dendrobium okinawense ingår i släktet Dendrobium, och familjen orkidéer. Inga underarter finns listade i Catalogue of Life.